# ساندرا خومالو
ساندرا خومالو (بالإنجليزية: Sandra Khumalo)‏ هي مجدفة جنوب أفريقية، ولدت في 4 أبريل 1981.

## وصلات خارجية
- ساندرا خومالو على موقع الاتحاد الدولي للتجديف (الإنجليزية)